# Georges Pébereau
Pour les articles homonymes, voir Pébereau.
Georges Pébereau est un ingénieur, haut fonctionnaire, homme d'affaires et collectionneur d'art français, né le 20 juillet 1931 à Digne, et mort le 18 avril 2012,, à Neuilly-sur-Seine.
Il est le frère aîné de l'ex-président de BNP Paribas Michel Pébereau.

## Biographie
Georges Pébereau, ingénieur diplômé de l'École polytechnique et des Ponts et chaussées, commence sa carrière dans la fonction publique, entrant au ministère de l'Équipement sous de Gaulle. Après avoir été conseiller du ministre Edgard Pisani, il est directeur de cabinet d'une succession de ministres de l'Equipement : François-Xavier Ortoli, Robert Galley et Albin Chalandon,. 
Il quitte l'administration en 1968 et rejoint la Compagnie générale d'électricité (CGE), appelé par son patron Ambroise Roux, un proche de Pompidou. Nommé président de la CGE en 1984, alors que celle-ci a été nationalisée, il acquiert alors Thomson télécommunications, la CGE devenant Alcatel. En 1986, politiquement orienté à droite, à cause de son passage dans les cabinets ministériels, il pensait rester à la tête d'Alcatel privatisée, mais, Édouard Balladur, ancien directeur d'une filiale de la CGE et ministre chargé des privatisations décide de l'évincer et Pierre Suard le remplace  : en effet, une rivalité avait opposé les deux hommes quand il présidait Alcatel nationalisée. Il fonde alors, l'année d'après, Marceau Investissements, qu'il dirige et qui tentera un raid sur la Société générale. Il sera alors impliqué dans l'affaire de la Société générale, étant soupçonné de délit d'initié ; l'affaire se conclura par la condamnation du milliardaire George Soros, en 2002.
Dans une tribune publiée dans Le Monde en septembre 2008, il appelait à limiter les parachutes dorés et à fiscaliser « les stock-options des dirigeants d'entreprises cotées », critiquant également les niches fiscales. Quelque temps avant que la crise de la dette dans la zone euro n'éclate, il critiquait les conséquences de l'absence d'harmonisation des politiques budgétaires et fiscales et européennes. Il affirmait également :

« on ne peut dans le même temps expliquer aux Français que notre redressement économique implique une réduction drastique du nombre de fonctionnaires avec le non-remplacement d'un départ à la retraite sur deux, et, dans le même temps, ignorer le système d'aides aux entreprises — subventions et déductions fiscales — qui constituent un gisement d'économies beaucoup plus important et qui a un besoin urgent d'être réorganisé et modernisé. »

Il est le coauteur, avec Pascal Griset, du livre L’Industrie, une passion française, édité par PUF en 2005 et préfacé par Thierry Breton.
Possédant une collection d'art estimée à environ six millions d'euros, comportant des œuvres de Dell'Abbate, Ingres, Odilon Redon, etc., il a fait une donation d'une partie de sa collection de dessins anciens au musée du Louvre, laquelle y a été exposée en 2009-2010. Huit feuillets  (œuvres de Giovanni Benedetto Castiglione, Louis Leopold Boilly, Victor Hugo, Lorenzo Costa, Simon Vouet, Pierre Brébiette, Giambattista Tiepolo, Gerrit van Honthorst) rentrent ainsi dans les collections du Louvre en 2022.